# Zingiber
Zingiber är ett släkte i familjen ingefärsväxter med cirka 100 arter från tropiska och varmtempererade Asien.
Släktet består av perenna örter med välutvecklad så kallad falsk stam, 1-2 m. Blomställningarna kommer från speciella skott direkt från jorden eller i toppen av de falska stammarna. De saknar utvecklade blad och själva blomställningarna liknar kottar. Blommorna har cylindriska, treflikiga foder med slits på ena sidan. Kronan har en blompip och lansettlika hylleblad. Frukten är en kapsel.
En art, ingefära, odlas kommersiellt för sina smakrika jordstammar, andra arter odlas lokalt för sina medicinska egenskaper. Några arter odlas som prydnadsväxter.